# 拉尔夫·埃文斯 (拳击运动员)
拉尔夫·埃文斯（英語：Ralph Evans，1953年12月20日—），英国男子拳击运动员。他曾代表英国参加1972年夏季奥林匹克运动会拳击比赛，获得男子48公斤级铜牌。他在奥运后选择退役。